# سوهان
سوهان او ساهون هي كوكي زعفران تقليدية مصنوعة في إيران. تتكون مكوناته من طحين ومح وماء ورد وسكر وزبدة أو زيت نباتي وزعفران وهال وشرائح من لوز وفستق.